# Шарль Бельмон
Шарль Бельмо́н (фр. Charles Belmont; 24 січня 1936, Курбевуа, Іль-де-Франс, Франція — 15 травня 2011, Париж, Франція) — французький актор, кінорежисер і сценарист.

## Біографія
Шарль Бельмон дебютував у кіно як актор у 1960 році, зігравши одну з ролей у фільмі Клода Шаброля «Залицяльники». У 1968 році поставив як режисер свій перший повнометражний фільм «Піна днів», адаптувавши для кіно роман Бориса Віана 1946 року «Шумовиння днів». Стрічка брала участь в основній конкурсній програмі Венеційського міжнародного кінофестивалю 1968 року, змаганючись за головний приз — «Золотого лева». Надалі Бельмон зняв кілька фільмів, що зачіпають соціальні проблеми: медичну систему у стрічці «Рак» (1971), аборти в «Історії A» (1974), безробіття в «Для Клемансо» (1977).
15 травня 2011 Шарль Бельмон покінчив життя самогубством у віці 75 років. 23 травня був похований на кладовищі Монпарнас.

## Фільмографія
Актор
- 1961 : Залицяльники / Les godelureaux — Артюр
- 1961 : Демони ночі / Les démons de minuit — Клод
- 1961 : Нові аристократи / Les nouveaux aristocrates — Дені Прюлі-Руссо
- 1963 : Діви / Les vierges — Франсуа
- 1964 : Нік Картер усіх порве / Nick Carter va tout casser — Брюн
- 1968 : Літати / Mouche (т/ф) — одноокий

Режисер
| Рік  | Назва українською         | Оригінальна назва           | Режисер | Сценарист |
| ---- | ------------------------- | --------------------------- | ------- | --------- |
| 1968 | Піна днів                 | L'écume des jours           | Так     | Так       |
| 1971 | Рак                       | Rak                         | Так     | Так       |
| 1974 | Історії A                 | Histoires d'A               | Так     |           |
| 1977 | Для Клемансо              | Pour Clémence               | Так     | Так       |
| 1997 | Посередники Тихого океану | Les médiateurs du Pacifique | Так     | Так       |
| 2006 | Хто з нас двох            | Qui de nous deux            | Так     | Так       |

## Визнання
| Рік                                    | Категорія/Нагорода | Фільм    | Результат |
| -------------------------------------- | ------------------ | -------- | --------- |
| Венеційський міжнародний кінофестиваль |                    |          |           |
| 1968                                   | Золотий лев        | Пін днів | Номінація |